# Danbury (Wisconsin)
Danbury – jednostka osadnicza w Stanach Zjednoczonych, w stanie Wisconsin, w hrabstwie Burnett.